# Does Your Mother Know
Does Your Mother Know, originariamente I Can Do It, è un singolo del gruppo musicale svedese ABBA, pubblicato nel 1979 come secondo estratto dall'album Voulez-Vous con l'etichetta Polar Music.

## Descrizione
Does your mother know venne registrata nel febbraio 1979 e pubblicata come singolo nell'aprile dello stesso anno. Scritta da Benny Andersson e Björn Ulvaeus, la canzone si ispira musicalmente sul rock and roll degli anni cinquanta e sessanta e parla di un uomo che risponde al corteggiamento di una ragazza molto più giovane di lui.
La canzone non è nel tipico stile degli ABBA: le parti soliste non sono affidate alle due donne (Agnetha Fältskog e Anni-Frid Lyngstad) come era abitudine, ma a Björn Ulvaeus. Questo è l'unico singolo degli ABBA ad essere cantato da Bjorn nelle parti da solista, assieme a Rock Me.
Il brano in origine era caratterizzato da una parte strumentale di 30 secondi, tagliata poi durante la registrazione. Durante una sessione nel marzo 1979, nel brano viene inserita un'introduzione di sintetizzatori caratteristica di Benny, che trasformò il brano da canzone boogie-rock a traccia disco.